# إيسولا تريميتي
إيسولا تريميتي (بالإيطالية: Isole Tremiti)‏ هي بلدية في مقاطعة فودجا في إقليم بوليا الإيطالي.

## السكان
في سنة 1861 بلغ عدد السكان 422 نسمة، وتطور العدد ليصل في سنة 2011 لـ 455 نسمة.
يظهر هذا المخطط البياني تطور النمو السكاني لـ إيسولا تريميتي

## أعلام
- جوليا الصغرى
- أنطونيو أماتو